# Irene Price
Irene Price  (* 16. Januar 1902 in Rensselaer, Indiana; † 13. März 1999 in Alamogordo, New Mexico) war eine US-amerikanische Mathematikerin und Hochschullehrerin. 

## Leben und Forschung
Price wurde als zweites von fünf Kindern geboren in der Nähe von Rensselaer, Indiana. Von 1915 bis 1919 besuchte sie die High School in Rensselaer und unterrichtete für die nächsten vier Jahre an einer Grundschule in Rensselaer. 1921 studierte an der Indiana State Normal School (jetzt Indiana State University). 1926 erhielt sie ihren Bachelor-Abschluss und  war von 1926 bis 1929 eine Teilzeitlehrerin in Indiana. 1927 erhielt sie ein Clara Javen Goodbody-Stipendium und erwarb ihren Master-Abschluss. Ein Artikel mit dem gleichen Titel wie der ihrer Masterarbeit erschien in der amerikanischen Mathematical Monthly 1928. 1932 promovierte sie und war Mitglied von Pi Lambda Theta und Kappa Delta Pi, Sigma Xi und Phi Beta Sigma. Während ihrer Zeit in Indiana arbeitete sie auch an einem Tabellenberechnungsprojekt unter der Leitung von Harold Thayer Davis, veröffentlicht als ein zweibändiges Werk in den Jahren 1933 und 1935. Nach ihrem Abschluss war sie in drei unterschiedlichen Berufsfeldern tätig. Sie war fünfzehn Jahre lang College-Professorin und arbeitete dann als Statistikerin für die United States Air Force für ein Dutzend Jahre und war schließlich als Immobilienmaklerin mehr als 40 Jahre selbständig. Von 1929 bis 1944 war sie Professorin für Mathematik am Oshkosh Teachers College (jetzt University of Wisconsin Oshkosh). Neben den Mitgliedschaften in verschiedenen Berufsverbänden war sie aktiv in der Wisconsin Section der MAA und der AAUW, für die sie Präsidentin der Oshkosh-Niederlassung war. Von 1944 bis 1949 arbeitete sie als Statistikerin für das Hauptquartier von der Air Materiel Command auf der Wright-Patterson Air Force Base in Ohio. Hier war sie Mitautorin eines technischen Berichts und unterrichtete mehrere Abendkurse in College-Mathematik in Dayton (Ohio) und an der Miami University im nahe gelegenen Oxford (Ohio). Anschließend leitete sie bis 1953 in Alamogordo  die mathematische Forschung zu Lenkflugkörpern auf der Holloman Air Force Basis. Danach forschte sie bis 1956 als Mathematikerin bei White Sands Proving Ground. In diesen Positionen verfasste sie verschiedene technische Berichte über Datenreduktion. 1956 wurde sie Eigentümerin von Price Realty, war Distriktdirektorin der New Mexico Realtors Association und Mitglied der National Association of Makler. 1971 unterrichtete sie einen College-Kurs in Immobilienpraxis auf der Holloman Air Force Base und 1998 zog sie sich aus dem Immobiliengeschäft zurück.

## Mitgliedschaften
- American Mathematical Society
- Mathematical Association of America (MAA)
- ASA
- Sigma Xi
- Econometric Society
- American Association of University Women (AAUW)

## Veröffentlichungen (Auswahl)
- 1928: Laplace’s calculus of generatrix functions. Amer. Math. Monthly 35:228–35.
- 1935: Concerning a special type of polynomial. Amer. Math. Monthly 42.
- 1942: I doubt it–a mathematical card game. Amer. Math. Monthly 49:117.
- 1948: mit M. A. Schneiderman: Use of sampling for verifying IBM cards. Project CAM-14, Analysis Office, Comptroller’s Department, Headquarters of the Air Materiel Command, Dayton, OH. April. Restricted distribution.
- 1950: Location of target boards for cinetheodolites at Holloman Air Force Base, N.M. Holloman Air Force Base, NM.
- 1950:  The rectangular coordinate system for Holloman Air Force Base. Holloman Air Force Base, NM. Restricted distribution.
- 1952: mit C. A. Bodwell: A reduction procedure for the Douglas FEI equipment. Report no. MTHT 213, Holloman Air Force Base, NM, May. Restricted distribution.
- 1952: mit W. G. Holland: Determination of yaw and pitch of a missile from photographs. Report no. 2, Technical Staff, Holloman Air Force Base, NM. Restricted distribution.
- 1953: mit C. A. Bodwell: Accuracy requirements of timing for cinetheodolites. White Sands Proving Ground, NM. December. Restricted distribution.
- 1953: mit C. A. Bodwell: Theoretical evaluation of the capabilities of the Miran instrumentation system. Holloman Air Force Base, NM. February. Restricted distribution.
- 1955: mit C. A. Bodwell: Tables of the derivatives of the orthogonal polynomials. White Sands Proving Ground, NM. May. Restricted distribution.